# 福民駅
福民駅（ふくみんえき）は、中華人民共和国深圳市福田区に位置する深圳地下鉄竜華線、西麗線の駅である。

## 駅構造
島式ホーム2面4線の地下駅である。
| 竜華線ホーム | ←■竜華線 清湖方面     |
| 竜華線ホーム | 島式ホーム            |
| 竜華線ホーム | ■竜華線 福田口岸方面→ |

| 西麗線ホーム | ←西麗線 麗水方面 |
| 西麗線ホーム | 島式ホーム       |
| 西麗線ホーム | 西麗線 太安方面→ |

## 駅周辺
- 福田区政府
- 皇崗村
- 水偉村

## 歴史
- 2004年12月28日 - 開業。
- 2007年6月28日 - 福田口岸駅 - 福民駅が開通し途中駅となる。

## 隣の駅
深圳地下鉄
■竜華線
会展中心駅 - 福民駅 - 福田口岸駅